# 121P/Shoemaker–Holt
121P/Shoemaker–Holt, també conegut com a Shoemaker-Holt 2, és un cometa periòdic en el sistema solar.